# Neopalpa neonata
|  | Dieser Artikel wurde aufgrund von formalen oder inhaltlichen Mängeln in der Qualitätssicherung Biologie zur Verbesserung eingetragen. Dies geschieht, um die Qualität der Biologie-Artikel auf ein akzeptables Niveau zu bringen. Bitte hilf mit, diesen Artikel zu verbessern! Artikel, die nicht signifikant verbessert werden, können gegebenenfalls gelöscht werden. Lies dazu auch die näheren Informationen in den Mindestanforderungen an Biologie-Artikel. |

Neopalpa neonata ist eine Schmetterlingsart aus der Familie der Palpenmotten (Gelechiidae). Neben der eng verwandten Art Neopalpa donaldtrumpi ist sie die einzige bekannte Art in der Gattung Neopalpa.
Das Verbreitungsgebiet von Neopalpa neonata umfasst in Mexiko den äußersten Nordwesten und die Halbinsel Niederkalifornien und in den USA die Bundesstaaten Kalifornien und Arizona.